# Македонска звезда
„Македонска звезда“ (изписване до 1945 година: „Македонска звѣзда“) с подзаглавие Списание за народните деца е българско детско илюстровано списание, редактирано от Петър Завоев и излизало в 1909 - 1911 година. „Македонска звезда“ е първото българско детско списание, предназначено за българчета, живеещи извън Царство България.

## История
Идеята за появата на списанието се заражда, след установяването на конституционен режим в Османската империя в 1908 година, сред членовете на Ученолюбивото юнашко дружество „Младеж“ в град Воден. За редактор е определен журналистът и писател Петър Завоев, който е македонски българин от Щип, живеещ в София.
Списанието излиза в София в 1909 и 1910 година, издавано от Ученолюбивото дружество „Младеж“. Излиза веднъж в месеца без юли и август. Печатано е в София – в печатница Габрово и в печатницата на Петър Глушков. Стои на националистически позиции. Излизат общо 11 броя.
| Годишнина | Броеве | Дата                        |
| --------- | ------ | --------------------------- |
| I         | 1 – 10 | януари 1909 – декември 1909 |
| II        | 1      | януари 1910                 |

„Македонска звезда“ официално е одобрено от Министерството на народното просвещение с окръжно № 5122 от 8 май 1909 година за ученическите библиотеки в Царство България и от Българската екзархия с писмо № 4408 от 15 май 1909 година за библиотеките на основните училища в Македония и Одринско и „за учениците от тия училища“.

## Програма
В първия брой на списанието от януари 1909 година редакцията публикува апел „Към нашите спомоществуватели“, в който на практика е заявена програмата на изданието:
| „ | По край многото детски списания, които отдавна излизат в България и се пълнят с материал пригоден само за младежта от свободното царство, ние решихме да почнем това списание, което ще служи изключително на македонската учаща се младеж; защото ще бъде близко до нея, ще се взира в живота й, в потребностите й и постепенно, но непрекъснато ще я запознава, с всичкото, което се отнася до хубавото наше отечество Македония… Надяваме се, че македонският българин, който винаги е бил пръв в народполезните дела, и сега няма да се поскъпи да даде на своите чада трайна и здрава духовна храна. | “ |

В същия този брой № 1, на предпоследна страница програмата на списанието е продължена:
| „ | Списанието ще излиза във формат от 1 ½ - 2 печатни коли, на хубава хартия и ще съдържа илюстровани разкази, стихотворения и картини от видни наши писатели и художници, нагодени по духа и правилата на педагогията. Детското списание „Македонска звезда” ще бъде застъпено предимно с материали из живота на македонския българин, пригодени във форма и език най-достъпни за македонския ученик. В списанието ще намират здрава и трайна духовна храна не само малките деца, но и учениците от долните класове на гимназиите. | “ |

Така списанието не е затворено само в една възрастова група - в него има произведения за най-малките, материали за подрастващите и такива, които засягат юношите.

## Редакция и оформление
В редакцията на списанието Завоев събира редица значими фигури на българската култура: Александър Балабанов, македонски българин, виден литературовед, преводач и критик, професор по класическа филология в Софийския университет, Никола Данчов, писател и лексикограф, Симеон Радев, македонски българин, виден писател, дипломат и историк, Цанко Церковски, писател и политик, Трифон Кунев, писател и общественик, Борис Гологанов, македонски българин, журналист и общественик, Владимир Ковачев, македонски българин, военен, революционер и писател, Цоньо Калчев, учител и детски писател и други.
Списанието е издържано в модерния за времето стил ар нуво (сецесион) и така то се вписва в европейските графични тенденции. Освен рисунки, в него се печата и фотографии, което допринася за модерния изглед на изданието. Като илюстратори Завоев избира художници, които вече са известни художници или по-късно правят големи кариери. Корицата на списанието, както и вероятно визията за цялостното графично оформление на списанието са дело на Харалампи Тачев, първият български художник-декоратор и един от най-ярките представители на сецесиона в България, автор на герба на София. В художественото оформление участват и Георги Машев, карикатурист и художник, илюстрирал диаболични и мистични сюжети и теми, Иван Енчев – Видю, художник и художествен критик, автор на герба на Казанлък, сътрудник заедно с Машев на вестник „Българан“, Август Розентал, полски аристократ и художник иконописец, Петър Морозов, график и живописец, първия български фоторепортер, Константин Щъркелов, виден български пейзажист, Петър Стайков, карикатурист, С. Стоянов и Павлов.
Така „Македонска звезда“ дава място за среща на творбите на едни от най-изтъкнатите писатели и художници от епохата, което повече не се среща в историята на българските детски периодични издания.